# 3330 Gantrisch
3330 Gantrisch este un asteroid din centura principală, descoperit pe 12 septembrie 1985, de Thomas Schildknecht.